# Halme acantha
Halme acantha là một loài bọ cánh cứng trong họ Cerambycidae.